# Gelidocalamus latifolius
Gelidocalamus latifolius är en gräsart som beskrevs av Qi Hui Dai och T. Chen. Gelidocalamus latifolius ingår i släktet Gelidocalamus och familjen gräs. Inga underarter finns listade i Catalogue of Life.